# Piaggio
Piaggio & C. SpA (вимовляється П’яджо) — італійська машинобудівна компанія, відомий виробник моторолерів, скутерів і мотоциклів (найкрупніший у Європі, контролює 40 процентів ринку). Штаб-квартира знаходиться в місті Понтедера (провінція Піза, Тоскана).

## Власники і керівництво

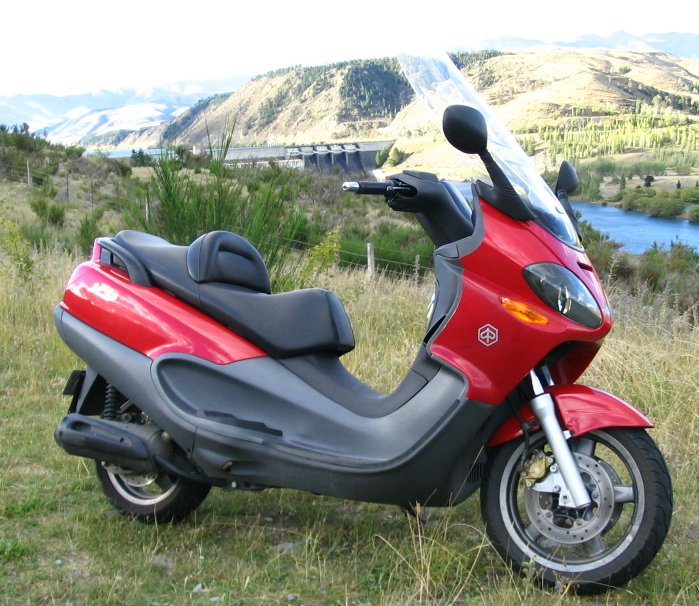
Piaggio X9 250

Контроль над 55 % Piaggio належить компанії IMMSI.

### Показники діяльності
За 2008 рік Piaggio реалізувала 648,6тис. транспортних засобів, в тому числі 470,5 тис. — двоколісних. Чисельність персоналу на 31 грудня 2008 року — 6,2 тис. Виручка компанії за 2008 рік склала 1,57 млрд. євро (за 2007 рік — 1,69 млрд.), чистий прибуток — 43,3 млн. євро (60,0 млн .євро).